# 1987 في كولومبيا
فيما يلي قوائم الأحداث التي وقعت خلال عام 1987 في كولومبيا.

## سياسة

### تعيين في المنصب
- 7 سبتمبر – إنريكي لو مورترا Minister of Justice and Law of Colombia ‏.

## مواليد

### يناير
- 8 يناير – لويس كارلوس رويز لاعب كرة قدم كولومبي.
- 15 يناير – هانيير موسكيرا لاعب كرة قدم كولومبي.
- 16 يناير – انتوني تابيا لاعب كرة قدم كولومبي.
- 26 يناير – ريغوبيرتو أوران درّاج طريق كولومبي.
- 27 يناير – غيلبرتو غارسيا لاعب كرة قدم كولومبي.

### فبراير
- 6 فبراير – ناتاليا رييس ممثلة كولومبية.
- 10 فبراير – جون كوردوبا لاعب كرة قدم كولومبي.
- 12 فبراير – بابلو أندريس إسكوبار لاعب كرة قدم كولومبي.
- 15 فبراير – جوليان كروز لاعب كرة قدم كولومبي.

### مارس
- 20 مارس – أندريس فيليبي أورتيز لاعب كرة قدم كولومبي.
- 21 مارس – رودولفو توريس درّاج طريق كولومبي.
- 25 مارس – دييغو باريرا لاعب كرة قدم من الولايات المتحدة الأمريكية.
- 30 مارس – خوان بابلو بينو لاعب كرة قدم كولومبي.
- 31 مارس – فيليكس نوغويرا لاعب كرة قدم كولومبي.

### أبريل
- 13 أبريل – أندريس فيليبي أربوليدا لاعب كرة قدم كولومبي.
- 13 أبريل – فينيسا ريستريبو ممثلة كولومبية.
- 23 أبريل – دانييل بوكانيجرا أورتيز لاعب كرة قدم كولومبي.
- 24 أبريل – نيكولاس بارينتوس لاعب كرة مضرب كولومبي.

### مايو
- 12 مايو – لبيس أريناس لاعب كرة قدم كولومبي.
- 17 مايو – إيسنر لوبوا لاعب كرة قدم كولومبي.
- 17 مايو – جيفرسون ديوكي لاعب كرة قدم كولومبي.
- 21 مايو – ويلسون موريلو لاعب كرة قدم كولومبي.

### يونيو
- 6 يونيو – أوسكار ريفاس ملاكم كولومبي.
- 18 يونيو – خورخي أغويري لاعب كرة قدم كولومبي.
- 27 يونيو – جوناثان ألفاريز لاعب كرة قدم كولومبي.

### يوليو
- 7 يوليو – ديدييه لوبيز درّاج طريق كولومبي.
- 26 يوليو – فريدي مونتيرو لاعب كرة قدم كولومبي.
- 27 يوليو – هنري روجاس لاعب كرة قدم كولومبي.

### أغسطس
- 7 أغسطس – مرسيدس بيريز ربّاعة كولومبية.
- 12 أغسطس – ناتاليا نافارو
- 27 أغسطس – خوان ديفيد دياز لاعب كرة قدم كولومبي.
- 29 أغسطس – خوان اوتيز لاعب كرة قدم كولومبي.

### سبتمبر
- 6 سبتمبر – جون فاريلا لاعب كرة قدم كولومبي.
- 18 سبتمبر – مارغريتا مونيوث عارضة كولومبية.
- 19 سبتمبر – داروين كينتيرو لاعب كرة قدم كولومبي.
- 25 سبتمبر – ميلتون نونيز ملاكم كولومبي.

### أكتوبر
- 29 أكتوبر – مانويل ميدرانو

### نوفمبر
- 8 نوفمبر – فيكتور أندريس كوردوبا لاعب كرة قدم كولومبي.
- 27 نوفمبر – سانتياجو جيرالدو لاعب كرة مضرب كولومبي.

### ديسمبر
- 10 ديسمبر – سيرجيو هيناو درّاج طريق كولومبي.
- 16 ديسمبر – جيمي برموديز لاعب كرة قدم كولومبي.
- 17 ديسمبر – دونوفان سولانو لاعب كرة قاعدة كولومبي.
- 20 ديسمبر – تاليانا فارغاس
- 24 ديسمبر – خوانيتا غوميز

## وفيات

### يناير
- 15 يناير – دومينغو مونيوث دوك (مواليد 1908)

### أغسطس
- 16 أغسطس – بيبي كاسيريس (مواليد 1935) ماتادور كولومبي.